# 辰巳 (映画)
『辰巳』（たつみ）は、2024年公開の日本映画。小路紘史監督の自主制作による長編映画第2弾として製作され、主演は遠藤雄弥。
2019年より制作を開始。2020年内に公開予定だったが、新型コロナウィルス感染拡大の影響を受けて公開が延期された。一度は2022年後期に公開予定とされていたが、同年に公開されることはなく、追加撮影・再撮影などを繰り返し、最終的な完成は2023年までかかった。同年の第36回東京国際映画祭「アジアの未来」部門出品でのワールド・プレミア公開を経て、2024年4月20日にユーロスペース他で全国順次公開されることが決まった。

## キャスト
- 成瀬辰巳：遠藤雄弥
- 葵：森田想
- 兄貴：佐藤五郎
- 沢村竜二：倉本朋幸
- 沢村武：松本亮
- 成瀬浩太：藤原季節
- 山岡京子：亀田七海
- 後藤：後藤剛範
- 山岡茂：渡部龍平

## スタッフ
- 監督・脚本：小路紘史
- プロデューサー：鈴木龍
- 撮影：山本周平
- 照明：鳥内宏二
- 録音：大野裕之
- 美術：吉永久美子